# Großsteingrab Annen
Das Großsteingrab Annen ist eine megalithische Grabanlage der jungsteinzeitlichen Westgruppe der Trichterbecherkultur in Annen, einem Ortsteil von Aa en Hunze in der niederländischen Provinz Drenthe. Das Grab wurde 1918 von Albert Egges van Giffen dokumentiert sowie 1952 archäologisch untersucht und restauriert. Es trägt die van-Giffen-Nummer D9.

## Lage
Das Grab befindet sich im Nordteil des Ortes auf einer Grünfläche am Zuidlaarderweg südöstlich eines Kreisverkehrs. In der näheren Umgebung gibt es mehrere weitere Großsteingräber: 1,1 km westlich befindet sich das Großsteingrab Anloo-Noord (D8) und 2,1 m westlich das Großsteingrab Schipborg (D7).

## Forschungsgeschichte

### 18. und 19. Jahrhundert
Das Grab wurde erstmals 1711 von Ludolf Smids erwähnt. Eine Zeichnung von Petrus Camper aus dem Jahr 1769 zeigt das Grab in einem Erhaltungszustand, der bereits weitgehend dem heutigen entsprach. Leonhardt Johannes Friedrich Janssen, Kurator der Sammlung niederländischer Altertümer im Rijksmuseum van Oudheden in Leiden, besuchte 1847 einen Großteil der noch erhaltenen Großsteingräber der Niederlande, darunter auch das Grab von Annen, und publizierte im folgenden Jahr das erste Überblickswerk mit Baubeschreibungen und schematischen Plänen der Gräber. Janssens Nachfolger Willem Pleyte unternahm 1874 zusammen mit dem Fotografen Jan Goedeljee eine Reise durch Drenthe und ließ dort erstmals alle Großsteingräber systematisch fotografieren. Auf Grundlage dieser Fotos fertigte er Lithografien an. Conrad Leemans, Direktor des Rijksmuseums, unternahm 1877 unabhängig von Pleyte eine Reise nach Drenthe. Jan Ernst Henric Hooft van Iddekinge, der zuvor schon mit Pleyte dort gewesen war, fertigte für Leemans Pläne der Großsteingräber an. Leemans’ Bericht blieb allerdings unpubliziert. 1878 erfolgte eine Untersuchung durch William Collings Lukis und Henry Dryden, die auf Anregung von Augustus Wollaston Franks die Provinz Drenthe bereisten und dabei sehr genaue Grundriss- und Schnittzeichnungen von 40 Großsteingräbern anfertigten. Die dabei gemachten Funde befinden sich heute im British Museum.

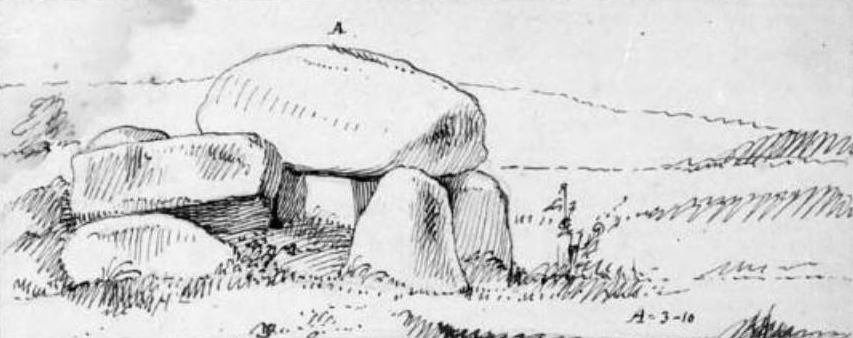
Zeichnung des Grabes D9 von Petrus Camper (1769)

### 20. und 21. Jahrhundert
Zwischen 1904 und 1906 dokumentierte der Mediziner und Amateurarchäologe Willem Johannes de Wilde alle noch erhaltenen Großsteingräber der Niederlande durch genaue Pläne, Fotografien und ausführliche Baubeschreibungen. Seine Aufzeichnungen zum Grab von Annen sind allerdings verloren gegangen. 1918 dokumentierte Albert Egges van Giffen die Anlage für seinen Atlas der niederländischen Großsteingräber. 1952 erfolgten ebenfalls unter Leitung van Giffens eine archäologische Grabung und eine Restaurierung des Grabes. Die wissenschaftliche Aufarbeitung dieser Grabung erfolgte erst 1987 durch D. J. de Groot. Seit 1978 ist die Anlage ein Nationaldenkmal (Rijksmonument). 2017 wurde die Anlage zusammen mit den anderen noch erhaltenen Großsteingräbern der Niederlande in einem Projekt der Provinz Drente und der Reichsuniversität Groningen von der Stiftung Gratama mittels Photogrammetrie in einem 3D-Atlas erfasst.

## Beschreibung

### Architektur

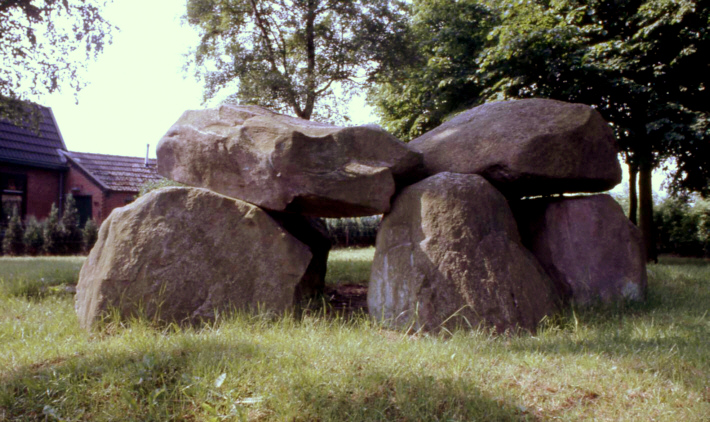
Das Großsteingrab D9 in Annen, Blick von Norden

Bei der Anlage handelt es sich um ein ost-westlich orientiertes Ganggrab, von dem nur noch die westliche Hälfte erhalten ist. Die Grabkammer hatte ursprünglich eine Länge von etwa 7 m und eine Breite von etwa 2,5 m. Sie besaß jeweils vier Wandsteine an den Langseiten, je einen Abschlussstein an den Schmalseiten, vier Decksteine sowie einen Gang an der Mitte der südlichen Langseite, bestehend aus zwei Wandsteinen und wahrscheinlich einem Deckstein. Hiervon sind noch die beiden westlichen Wandsteinpaare, der westliche Abschlussstein sowie zwei Decksteine erhalten. Ein herabgestürzter Deckstein wurde 1952 wieder auf die Wandsteine aufgesetzt. Die Standspuren der nicht erhaltenen Wandsteine wurden mit Beton ausgegossen. Eine steinerne Umfassung konnte nicht festgestellt werden.

### Bestattungen
Bei der Grabung wurden keine Knochenreste gefunden. Dies dürfte vor allem darauf zurückzuführen sein, dass der Boden der Knochenerhaltung nicht zuträglich ist. Außerdem wurde der Inhalt der Grabkammer nicht gesiebt, weshalb kleinste Überreste übersehen worden sein könnten.

### Beigaben

#### Keramik
Van Giffen fand bei seiner Untersuchung insgesamt 870 Keramikscherben, von denen sich 810 der Trichterbecherkultur zuordnen ließen. 452 dieser Scherben ließen sich zu 101 Gefäßen rekonstruieren. Hinzu kommen 21 Standböden und 3 Henkel, deren genaue Zuordnung unsicher ist. Bei den rekonstruierten Gefäßen handelt es sich um 41 Trichterbecher, 23 Schalen, 10 Schultertassen, sechs Amphoren, einen steilwandigen Becher, fünf Kragenflaschen und 15 sonstige Gefäße.
Die restlichen 60 Scherben stammten aus späterer Zeit. Sie ließen sich zu mindestens acht Gefäßen rekonstruieren. Hiervon gehörten vier der endneolithischen Einzelgrabkultur an, eins oder zwei der ebenfalls endneolithischen Glockenbecherkultur und zwei der frühbronzezeitlichen Wickelschnurkeramik.

#### Stein- und Feuersteingeräte
Von den 75 Feuerstein-Funden waren 55 bearbeitet. Hierbei handelte es sich um elf querschneidige Pfeilspitzen, zwei bikkel (Feuerschläger?), einen Meißel, eine Sichelklinge, einen Stichel, vier Klingen, 28 Abschläge (darunter einer aus Helgoländer Feuerstein), ein Stück Feuerstein mit dem Negativ eines Abschlags, zwei kleine Blöcke, drei Beile und ein weiteres umgearbeitetes Beil.
Außer den Feuersteinbeilen wurde noch ein Steinbeilen, möglicherweise aus Schluffstein, gefunden. Die Beile befinden sich im Rijksmuseum van Oudheden in Leiden.

Steinbeile aus Grab D9 im Rijksmuseum van Oudheden
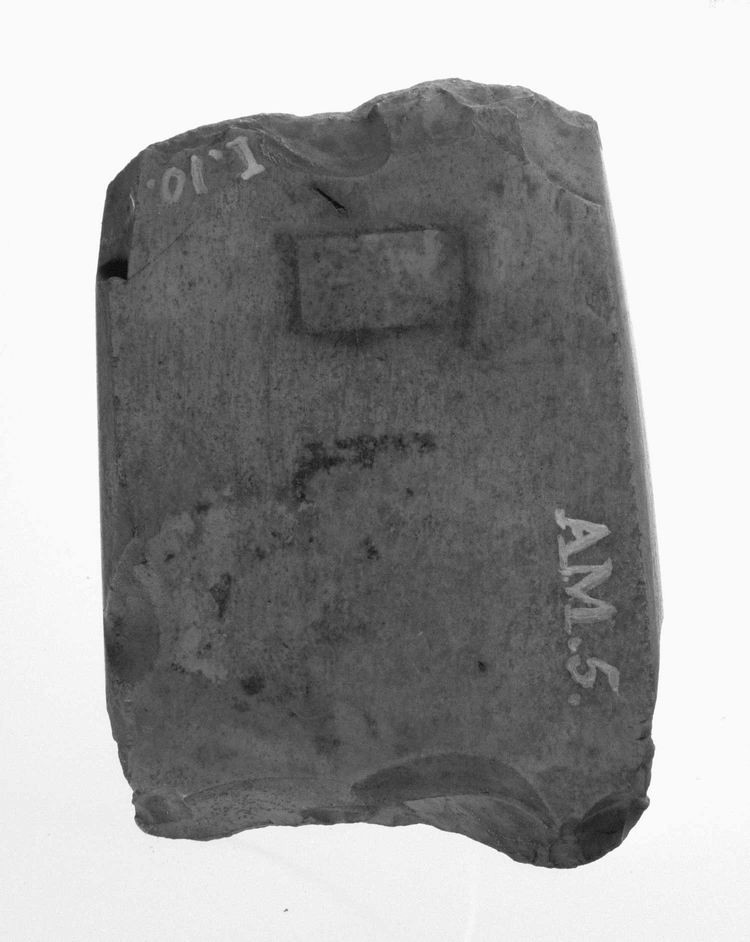
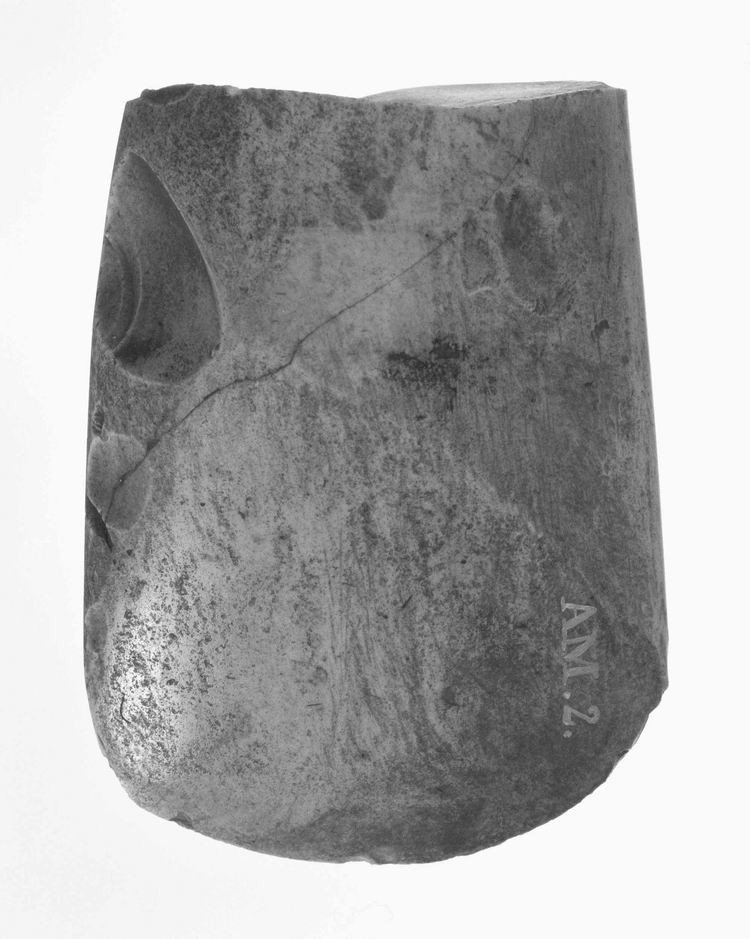
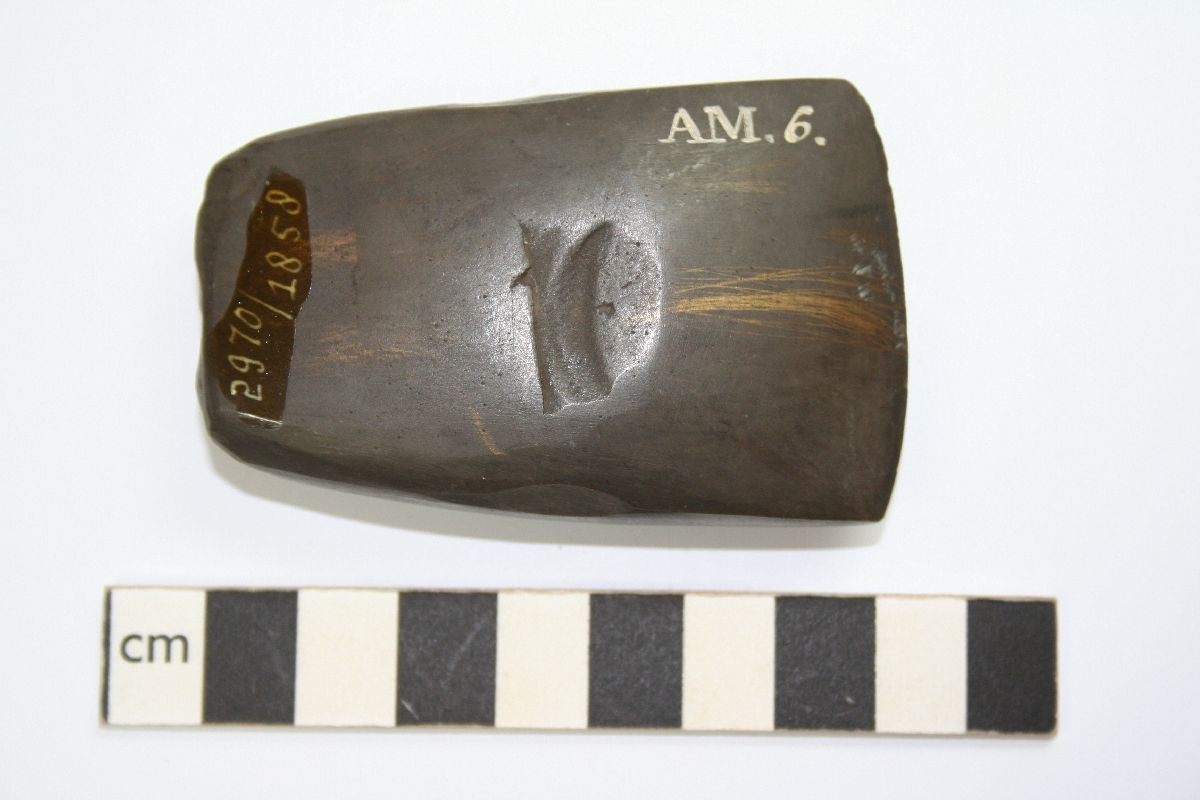

#### Schmuck
An Schmuckgegenständen wurden fünf scheiben- und zylinderförmige Perlen gefunden, davon eine aus Bernstein und vier aus Gagat.

## Datierung
Von den 101 trichterbecherzeitlichen Gefäßen ließen sich 28 chronologisch genauer bestimmen. Die Keramik datiert in die Stufen 3–5 des von Anna Brindley aufgestellten typologischen Systems der Trichterbecher-Westgruppe. Dies entspricht dem Zeitraum 3300–3075 v. Chr. Die Errichtung der Anlage fällt in Stufe 3 (3300–3250 v. Chr.). Diesem Zeitraum lassen sich nur zwei Gefäße zuordnen, was vielleicht damit zu erklären ist, dass die Errichtung erst kurz vor Ende dieser Stufe erfolgte. Aus Stufe 4 (3250–3190 v. Chr.) stammen 24 Gefäße. In diesen Zeitraum fiel die Hauptnutzungsphase des Grabes. Für Stufe 5 (3190–3075 v. Chr.) sind wieder nur zwei Gefäße belegt. Die Nutzung des Grabes dürfte hier nach rund 200 Jahren ein vorläufiges Ende gefunden haben. Für den weiteren Verlauf der Trichterbecherzeit, was den Stufen 6 (3075–2860 v. Chr.) und 7 (2860–2760 v. Chr.) nach Brindley entspricht, sind keine Aktivitäten in der Anlage nachweisbar.
Die jüngeren Gefäße belegen weitere Aktivitäten im Endneolithikum in den Zeiträumen 3000/2900–2450 v. Chr. und 2550–2050 v. Chr. sowie in der frühen Bronzezeit im Zeitraum 2050–1850 v. Chr.